# Phyllonorycter pseudojoviella
Phyllonorycter pseudojoviella är en fjärilsart som beskrevs av Gerfried Deschka 1974. Phyllonorycter pseudojoviella ingår i släktet guldmalar, och familjen styltmalar.
Artens utbredningsområde är:
- Algeriet.
- Tunisien.

Inga underarter finns listade i Catalogue of Life.